# Берто, Жан
Жан Берто (фр. Jean Bertaut; 1552, Кан — 8 июня 1611, Се) — французский поэт и религиозный деятель.

## Биография
Родился в городе Кан в семье преподавателя, изучал философию и математику. Был протеже поэта Филиппа Депорта. Писал в основном светские стихи о придворных торжествах и событиях из светской жизни в духе Депорта, но его стихи считались более занятными, чем стихи его покровителя. Свой первый сонет написал в 18 лет.
Берто ещё в юности выбрал религиозную деятельность и участвовал в обращении короля Генриха IV, что позволило ему сделать неплохую карьеру. На протяжении своей жизни он последовательно был советником парламента в Гренобле, секретарём короля, великим элемозинарием у Марии Медичи (после её брака с французским королём), аббатом в Ольне и в 1606 году епископом Се.
После возведения в сан епископа Берто перестал писать стихотворения, которыми на протяжении своей жизни был очень известен, но, несмотря на это, в 1606 году подготовил второе (первое появилось в 1602) издание своих стихотворений «Recueil de quelques vers amoureux». Его серьёзные стихотворения поздних лет, также описывающие важные события светской жизни при дворе, считаются гораздо менее талантливыми, нежели написанные в молодости. После убийства Генриха IV он принял участие в общем собрании духовенства и последующем торжественном богослужении в соборе, но, по воспоминаниям его брата, это событие сломило его, и чуть более чем через год он умер.